# 윌리엄 어빙

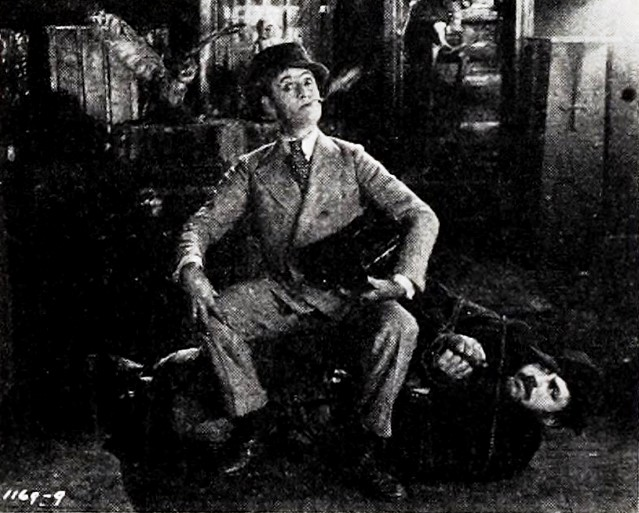

윌리엄 어빙(William Irving, 1893년 5월 17일 ~ 1943년 12월 25일)은 미국의 배우, 영화배우이다.
함부르크에서 태어났으며 로스앤젤레스에서 사망하였다.

## 영화
- 바보의 기쁨 (1939년)
- 니노치카 (1939년)
- 더 빅 브로드캐스트 오브 1936 (1935년)
- 파리 인 스프링 (1935년)
- 맨하튼 퍼레이드 (1931년)
- 허 매제스티, 러브 (1931년)
- 라이프 오브 더 파티 (1930년)
- 서부 전선 이상 없다 (1930년)